# Manuel José Quintana
Manuel José Quintana y Lorenzo (n. 11 aprilie 1772, Madrid, Madrid⁠(d), Spania – d. 11 martie 1857, Madrid, Noua Castilie⁠(d), Spania) a fost un poet și narator romantic spaniol.
A fost un adversar al absolutismului și a participat la războiul de independență împotriva ocupației franceze (1808 - 1814).

## Opera
- 1791: Regulile dramei
- 1805: Bătălia de la Trafalgar
- 1807: Vieți de spanioli iluștri